# Diamond DA20

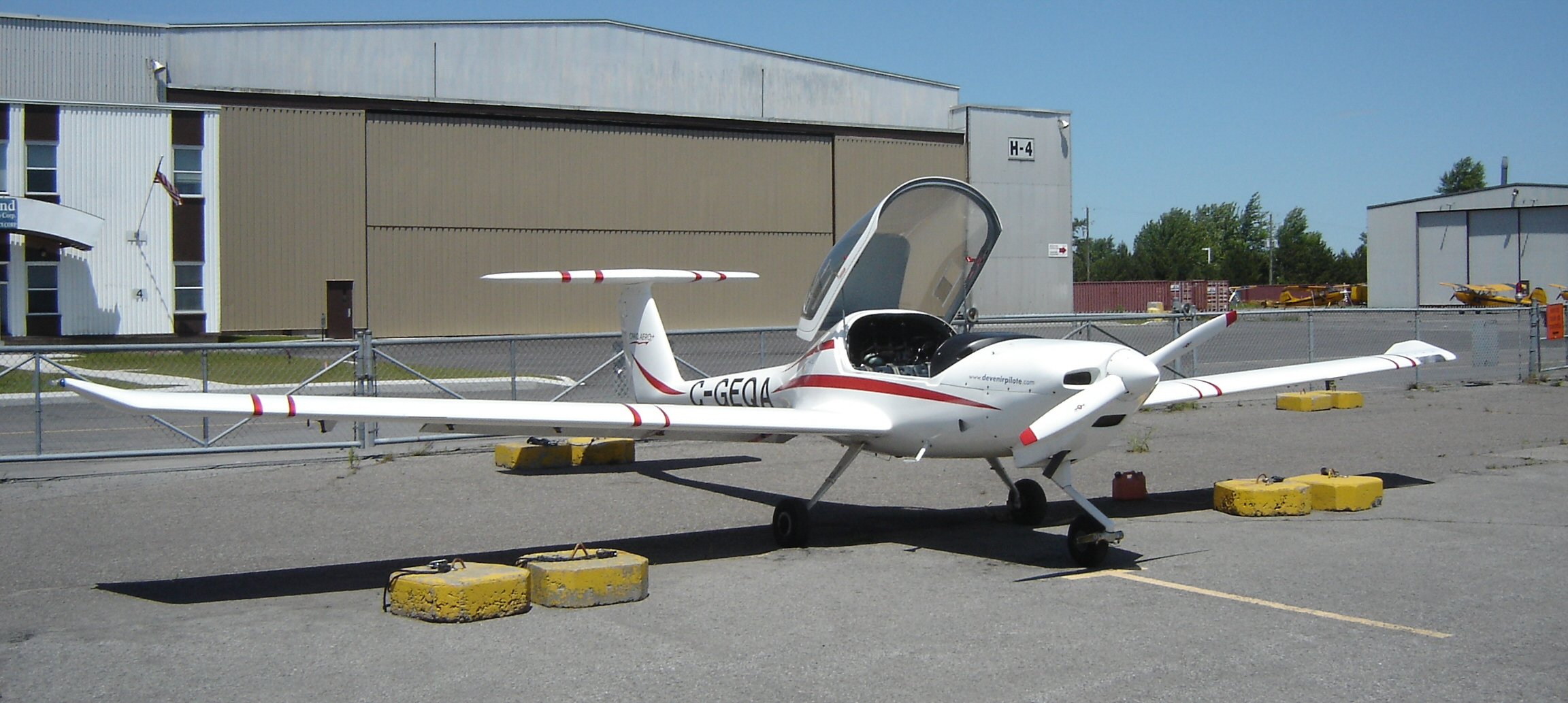
DA20-C1 Katana 1999

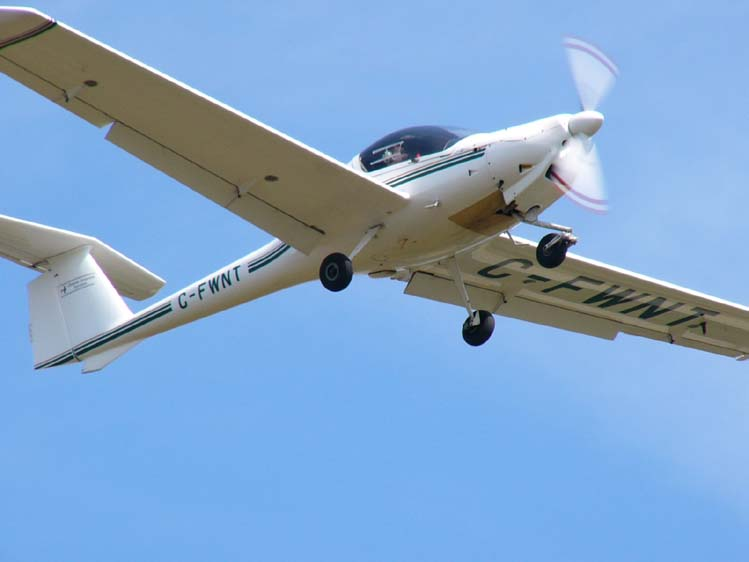
DA20-A1 Katana

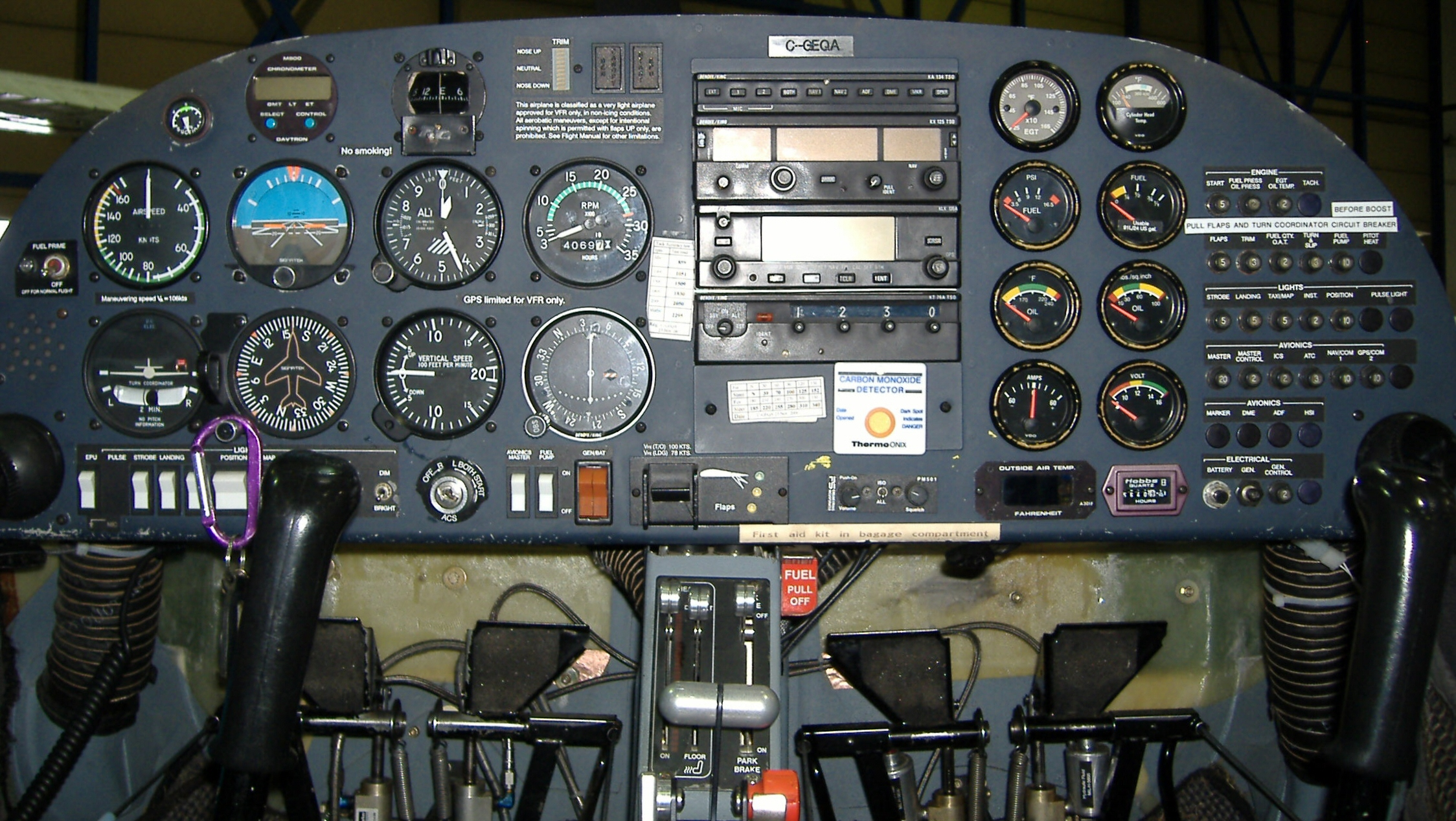
Tableau de bord du DA20-C1 Katana

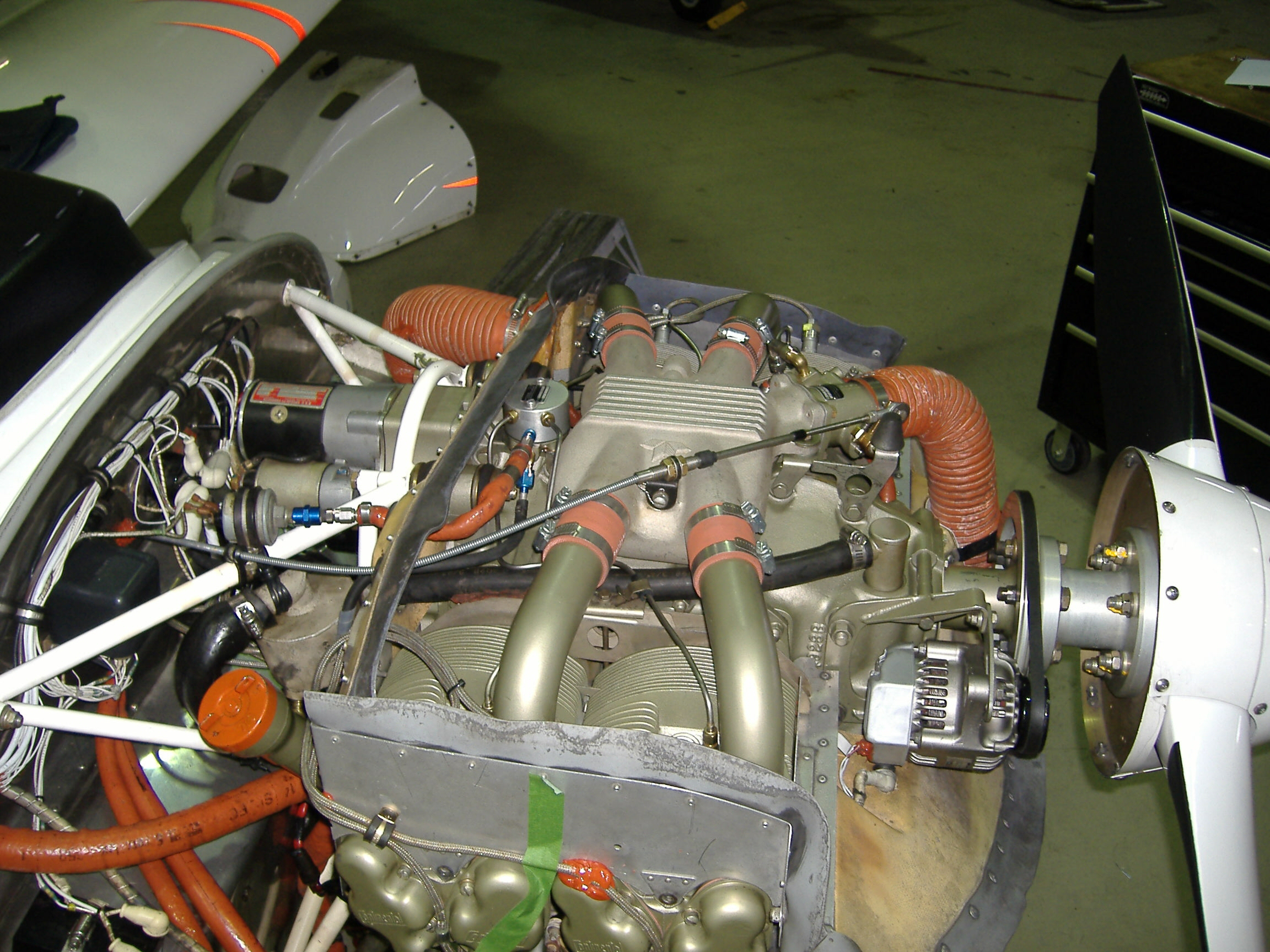
Moteur du DA20-C1

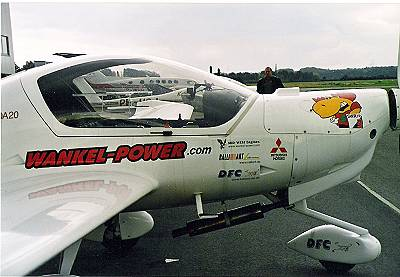
Diamond DA20 expérimental avec un moteur Wankel

Le Diamond DA20 est un avion école biplace à train tricycle. En plus de son rôle d'entraînement au pilotage tant civil que militaire, il est aussi utilisé comme avion de tourisme par des particuliers.

## Historique et développement
La première version du DA20 est dénommée A1. Il s'agit du premier modèle Diamond disponible en Amérique du Nord. Il est propulsé par un moteur Rotax 912, et fabriqué à London, Ontario, Canada à partir de 1994. 
Diamond propose ensuite une version du A1 remotorisée par un Rotax 912S, désignée DA20-100
Le modèle actuel, dénommé C1, motorisé avec le Continental IO-240 de 125 ch (93,2 kW) fait son apparition en 1998, d'abord avec l'appellation «  Katana», puis « Evolution » et présentement « Eclipse ».

### Caractéristiques
Le DA20 est conçu pour un rôle semblable à celui du Cessna 150 bien qu'il y ait de nombreuses différences entre les deux appareils. Le DA20 a une vitesse de croisière et un taux de montée plus élevés, un manche (au lieu d'un volant), une construction en composites (fibre de verre et fibre de carbone), une verrière, des ailes basses, un seul réservoir d'essence, un empennage en T, et une roue de nez libre.
En novembre 2008, la compagnie a annoncé qu'elle offrirait un écran de vol principal électronique de Aspen Avionics comme option sur les nouveaux DA20. Le fabricant a expliqué que le système était facile à intégrer dans le tableau de bord existant parce qu'il se place dans un trou standard d'instrument.

### Habitacle
Le DA20 est doté d'une verrière comprenant de petites fenêtres latérales qui peuvent être ouvertes tant au sol qu'en vol pour ventiler la cabine. La visibilité y est très bonne, avec l'inconvénient d'un « effet de serre » plus important.
La banquette est fixe et le dossier incliné vers l'arrière. Les palonniers sont ajustables de façon à accommoder la plupart des pilotes sans problème. Les sièges fixes fournissent une meilleure protection en cas d'impact.
Les sièges du C1 sont moins inclinés mais demeurent fixes. Les coussins peuvent être couvert de tissu ou de cuir au choix.

### Certification
Le DA20 (A1, C1) est certifié en conformité avec le RAC 523-VLA au Canada et selon le FAR 23 aux États-Unis.
En 2004, Diamond a reçu la certification chinoise pour le DA20. Les trois variantes ont aussi la certification JAA.
Bien que le DA20 soit disponible avec tout l'équipement nécessaire pour le vol aux instruments (IFR), sa structure en résine n'offre pas la protection contre la foudre requise pour être certifié. La solution serait de concevoir, faire certifier, puis installer durant la construction un grillage conducteur dans le revêtement comme c'est fait avec le DA40 et les autres avions en composites approuvés pour le vol en conditions aux instruments.
Le DA20 est certifié dans la catégorie utilitaire, et il est possible de faire des vrilles de façon délibérée. Contrairement aux Cessna 152 et 172 qui tendent à entrer difficilement en vrille et à en sortir pratiquement seul, le DA20 requiert une intervention du pilote et nécessite au moins un demi tour pour récupérer.

## Comportement et maniabilité
La roue de nez libre du DA20 exige généralement l'utilisation du freinage différentiel à l'aide des palonniers à basse vitesse.
La finesse du DA20 est plus élevée que la plupart de ses compétiteurs. Celle du C1 est de 11 et celle du A1 de 14. À titre de comparaison, le Cessna 150, un avion école courant,  a une finesse de 7.
Un avantage de cette finesse est qu'en cas de panne moteur le nombre de sites utilisables pour un atterrissage forcé sera plus grand en partant d'une altitude donnée.
L'inconvénient de la finesse élevée du DA20 peut poser un défi aux étudiants si un atterrissage sans volets s'avère nécessaire. Une pente d'approche faible associée à l'usage de la glissade est la solution préconisée.

## Utilisation par les forces armées américaines
L'université Embry-Riddle Aeronautical University fournissait le programme «Academy Flight Screening» (AFS) pour l'académie de la USAF à bord de DA20-C1 Falcon qui avaient été commandés sur-mesure avec un réservoir d'essence plus petit, et l'instrumentation principale de l'avion en place droite. Embry-Riddle exploitait une flotte de 18 DA20 à l'académie. Le programme a été arrêté en 2008 pour être remplacé par le « Introductory Flight Screening » (IFS).
Doss Aviation, à la suite de l'octroi du contrat « US Air Force Introductory Flight Screening » (IFS) à Pueblo, Colorado, a commandé plus de 42 DA20. Ce programme effectue une sélection préliminaire pour tous les aspirants pilotes, de même que pour les aspirants officiers des systèmes de combat (CSO) et officiers des systèmes d'armement (WSO).

## Association de type
Les avions Diamond sont supportés par deux clubs actifs : The Diamond Aviators Association et le Diamond Aircraft Owners Free Forum.

## Spécifications (DA20-C1)
Données de Site du DA20
Caractéristiques générales
- Équipage : 1
- Capacité : 1 passager
- Longueur : 7,16 m
- Envergure : 10,87 m
- Hauteur : 2,18 m
- Surface alaire : 11,61 m2
- Profil : Wortmann FX 63-137/20 HOAC
- Masse à vide : 529 kg
- Charge utile : 271 kg au Canada et aux États-Unis; 221 kg ailleurs
- Masse maximale au décollage : 800 kg au Canada et aux États-Unis; 750 kg ailleurs
- Moteur : 1   moteur à pistons, 4-cylindres à plat, Continental IO-240-B de 93 kW (125 ch)
- Hélice: à pas fixe, en bois avec bord d'attaque composite (Hoffman ou Sensenich), ou avec un bord d'attaque en métal (MT)

 Performances 
- Vitesse à ne jamais dépasser : 304 km/h
- Vitesse de croisière : 256 km/h (0) à 20,8 L/h
- Vitesse de décrochage : 78 km/h
- Distance franchissable : 1 013 km
- Plafond : 4 000 m
- Vitesse ascensionnelle : 5,08 m/s
- Charge alaire : 64,6 kg/m2
- Rapport poids-puissance : 124 W/kg